# R Monocerotis
R Monocerotis è un sistema binario di magnitudine 10,37 situato nella costellazione dell'Unicorno. Dista 272 anni luce dal sistema solare.

## Osservazione
Si tratta di una stella situata nell'emisfero celeste boreale, ma molto prossima all'equatore celeste; ciò comporta che possa essere osservata da tutte le regioni abitate della Terra senza alcuna difficoltà e che sia invisibile soltanto nelle aree più interne del continente antartico. Nell'emisfero nord invece appare circumpolare solo molto oltre il circolo polare artico. Essendo di magnitudine pari a 10,4, non è osservabile né occhio nudo né con un binocolo; per poterla scorgere occorre almeno un piccolo telescopio amatoriale.
Il periodo migliore per la sua osservazione nel cielo serale ricade nei mesi compresi fra dicembre e maggio; da entrambi gli emisferi il periodo di visibilità rimane indicativamente lo stesso, grazie alla posizione della stella non lontana dall'equatore celeste.

## Caratteristiche fisiche

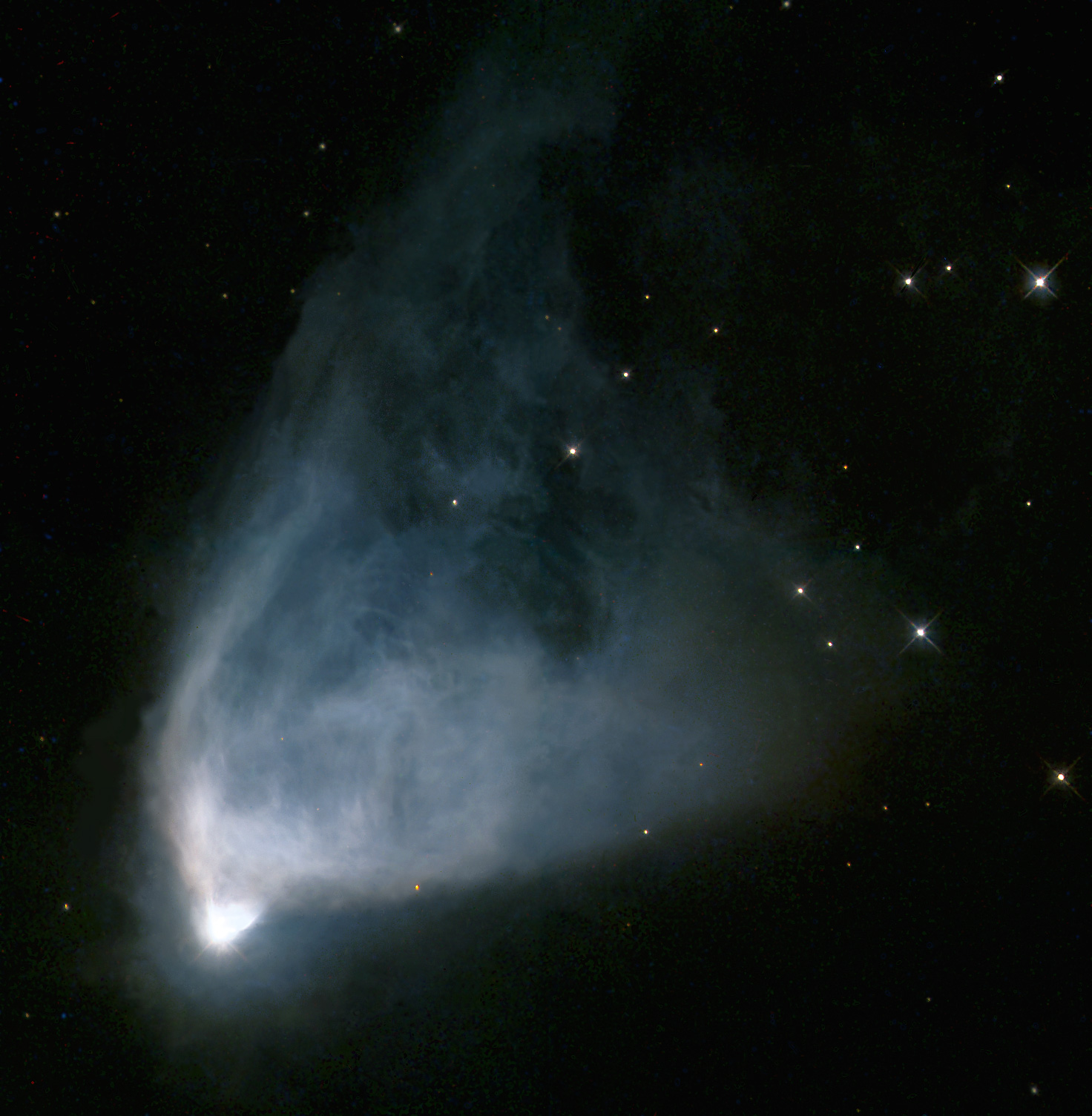
NGC 2261.

R Monocerotis è la stella centrale di una celebre nebulosa dall'aspetto cometario e dalla luminosità variabile: si tratta di NGC 2261, la Nebulosa Variabile di Hubble.
Il sistema è formato da due componenti, la più luminosa era stata stimata circa 10 volte più massiccia del Sole, tuttavia in una recente pubblicazione viene descritta come una stella di Herbig-Haro con massa di 3,4±0,8 M⊙. La loro luce non è osservabile nella banda della luce visibile, ma solo negli infrarossi, a causa della densa nebulosità. Probabilmente il sistema è composto da due stelle T Tauri oppure Ae di Herbig formatesi circa 300.000 anni fa; il sistema mostra una variazione della luminosità compresa fra le magnitudini 9,5 e 13, variazione che però non si ripercuote sulla nebulosa, sebbene vari anch'essa in luminosità; la causa della variazione è la sovrapposizione periodica di getti di materiale oscuro, che mascherano la nube luminosa.. La distanza tra le due componenti è di circa 500 UA
La sua velocità radiale positiva indica che la stella si sta allontanando dal sistema solare.